# Antonín Dvořák Museum (Sychrov)
Het Antonín Dvořák Museum (Tsjechisch: Památník Antonína Dvořáka) is een biografisch museum in Liberec, Tsjechië. Het is gevestigd in het Slot Sychrov ter herinnering aan de Tsjechische componist Antonín Dvořák (1841-1904).

## Collectie en zijn relatie met het slot

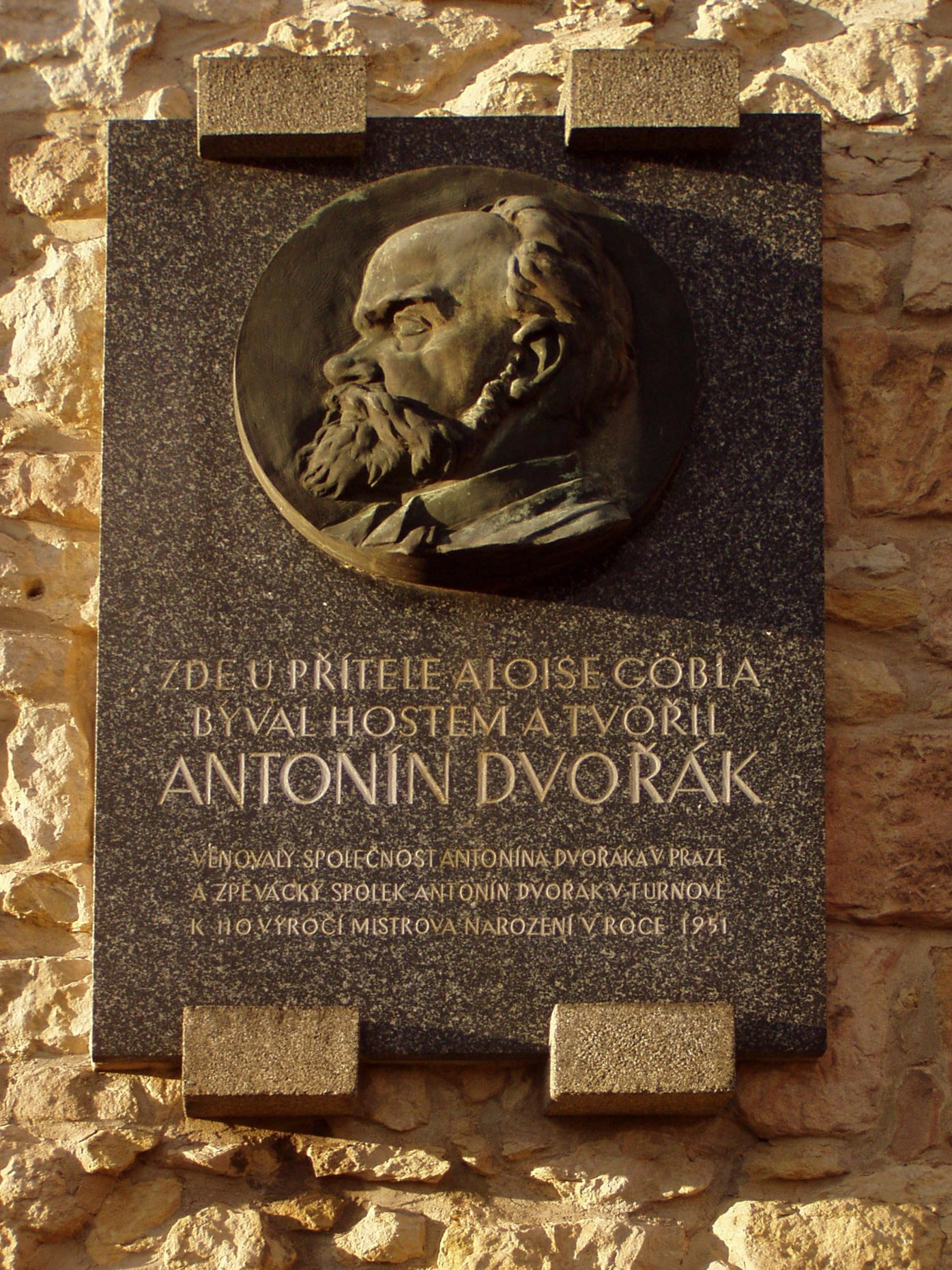
Plaquette van Dvořák

Het museum vertelt het verhaal van het verblijf van de componist in het slot en zijn vriendschap met Alois Gobl. De collectie is in enkele ruimtes ingericht en wordt ondersteund door moderne technologie en verlichting.
Gobl was de persoonlijk secretaris van de kasteelheer, prins Kamil Rohan. Als getalenteerd amateurmusicus en bariton was hij in Praag bevriend geraakt met de componist.
Dvořák heeft het slot geregeld bezocht. Hij componeerde hier zijn opera Dimitrij, zijn Vioolconcert in a-mineur en een aantal sacrale werken. Gobl zong zijn partij in enkele stukken die Dvořák hier in première bracht. Ook vernoemde hij zijn jongste dochter Aloisie naar de secretaris.

## Geschiedenis
Het kasteel werd oorspronkelijk in barokstijl gebouwd en na een brand neogotisch herbouwd.
Na de Tweede Wereldoorlog werd het slot eigendom van de staat Tsjecho-Slowakije en werd het in 1950 opengesteld voor publiek. Na de val van het communisme vonden er in de eerste helft van de jaren 1990 grootschalige restauratiewerkzaamheden plaats.